# Balzola
Balzola – miejscowość i gmina we Włoszech, w regionie Piemont, w prowincji Alessandria.
Według danych na styczeń 2010 gminę zamieszkiwały 1442 osoby przy gęstości zaludnienia 86,2 os./1 km².